# Beatrijs von Nazareth
Beatrijs von Nazareth, OCist (* 1200 in Tienen (heutiges Belgien); † 29. August 1268 im Kloster Nazareth) war eine flämische Mystikerin.

## Leben
Ihre Lebensgeschichte ist bekannt durch eine mittelalterliche lateinische Vita, die Vita Beatricis, verfasst von einem unbekannten Geistlichen, der sich dafür auf verloren gegangene Aufzeichnungen Beatrijs’ stützte.
Beatrijs’ wohlhabender Vater stiftete nach dem Tod seiner Frau drei Klöster, Bloemendaal, Magdendaal und Nazareth, und trat schließlich selbst in den Zisterzienserorden ein. Auch seine Kinder wurden Ordensleute. 
Nach dem frühen Tod ihrer Mutter wurde Beatrijs als Siebenjährige zu den Beginen in Zoutleeuw geschickt und besuchte dort die Schule. Ein Jahr später holte ihr Vater sie wieder nach Hause. Da sie einem geistlichen Orden beitreten wollte, brachte ihr Vater sie im Alter von zehn Jahren ins Zisterzienserinnenkloster Bloemendaal/Florival, wo sie als Oblate aufgenommen wurde und ihre Erziehung fortsetzte. Im Alter von fünfzehn Jahren bat sie, als Novizin dem Orden beizutreten, was ihr vorerst wegen ihrer Jugend und ihrer körperlichen Zartheit verwehrt wurde. Ein Jahr später wurde sie ins Noviziat aufgenommen und legte 1216 ihre Ordensgelübde ab.
Nach ihrer Profess wurde sie ins Kloster in Rameia/Rameige/La Ramee geschickt, wo sie die Anfertigung von kunstvollen Handschriften lernte, und Freundschaft mit Ida von Nivelles schloss. 1236 kam sie in das Kloster Nazareth. Sie wurde die erste Priorin und übte dieses Amt bis zu ihrem Tod im Jahr 1268 aus. Der Legende nach wurde nach der Auflösung des Klosters ihr Körper von Engeln nach Lier gebracht.
Sie wird in der katholischen Kirche als Selige verehrt. Ihr Gedenktag ist der 29. Juli.
Beatrijs verfasste ein mystisches Werk in flämischer Sprache („Seven manieren van minne“, also Sieben Arten der Liebe), das sich mit verschiedenen Aspekten spiritueller Erfahrung beschäftigt und der stufenweisen Vertiefung und Verwandlung der Liebe und ihren Aufstieg in die mystische Liebe (Gottes Liebe). In dieser Schrift lassen sich u. a. Einflüsse der Mystik des Bernhards von Clairvaux nachweisen; es zählt als erstes Zeugnis der Frauenmystik.